# ミラベッラ・エクラーノ
ミラベッラ・エクラーノ（伊: Mirabella Eclano）は、イタリア共和国カンパニア州アヴェッリーノ県にある、人口約7,600人の基礎自治体（コムーネ）。

## 地理

### 位置・広がり

#### 隣接コムーネ
隣接するコムーネは以下の通り。括弧内のBNはベネヴェント県所属を示す。
- アーピチェ (BN)
- ボニート
- カルヴィ (BN)
- フォンタナローザ
- グロッタミナルダ
- サンタンジェロ・アッレスカ
- タウラージ
- トッレ・レ・ノチェッレ
- ヴェンティカーノ

## 行政

### 分離集落
ミラベッラ・エクラーノには、以下の分離集落（フラツィオーネ）がある。
- Passo di Mirabella, Calore, Pianopantano